# Oþalan
| Oþalan           | Oþalan                   | Oþalan                   | Oþalan                   | Oþalan                   | Oþalan                   | Oþalan                   |
| Nome             | Proto-germanico          | Proto-germanico          | Antico inglese           | Antico inglese           |                          |                          |
| ---------------- | ------------------------ | ------------------------ | ------------------------ | ------------------------ | ------------------------ | ------------------------ |
| Nome             | *Ōþalan                  | *Ōþalan                  | Éðel                     | Éðel                     |                          |                          |
| Significato      | patrimonio, tenuta, beni | patrimonio, tenuta, beni | patrimonio, tenuta, beni | patrimonio, tenuta, beni | patrimonio, tenuta, beni | patrimonio, tenuta, beni |
| Forma            | Fuþark antico            | Fuþark antico            | Fuþorc                   | Fuþorc                   |                          |                          |
| Forma            |                          |                          |                          |                          |                          |                          |
| Unicode          | ᛟ U+16DF                 | ᛟ U+16DF                 | ᛟ U+16DF                 | ᛟ U+16DF                 | ᛟ U+16DF                 | ᛟ U+16DF                 |
| Traslitterazione | o                        | o                        | œ                        | œ                        | œ                        | œ                        |
| Trascrizione     | o, ō                     | o, ō                     | œ, oe, ōe                | œ, oe, ōe                | œ, oe, ōe                | œ, oe, ōe                |
| IPA              | [o(ː)]                   | [o(ː)]                   | [eː], [ø(ː)]             | [eː], [ø(ː)]             | [eː], [ø(ː)]             | [eː], [ø(ː)]             |
| Ordine alfab.    | 24                       | 24                       | 24                       | 24                       | 24                       | 24                       |

*Ôþalan (in italiano "patrimonio") è il nome proto-germanico ricostruito della runa del Fuþark antico o (carattere Unicode ᛟ). Tale runa compare anche nel Fuþorc anglosassone e frisone con il nome di Ēðel. Altri nomi con cui ci si riferisce alla runa sono Odal, Othila e Othala.
Può essere derivata da una variante della lettera o dell'alfabeto retico, a sua volta collegata all'Ω greca. Il nome della corrispondente lettera nell'alfabeto gotico (, 𐍉) è oþal.
Il termine oþal (radice di oþalan, alto tedesco antico uodal) è un elemento che compare in diversi nomi germanici, come "Udalrico". Anche i nomi provenienti dall'inglese come "Edmondo" che presentano il prefisso ed (dall'antico inglese ead), i nomi tedeschi come "Otto" o quelli che cominciano con adal- o od- sono tutti ricollegati a oþalan.

## Significato antico
La runa oþalan era spesso collegata alla proprietà, all'eredità, al benessere ed alla prosperità. In particolare era associata al concetto di eredità nell'antica legislazione scandinava sulla proprietà; alcune di queste leggi sono ancora in vigore oggi, e governano la proprietà norvegese (come l'Åsetesrett, che garantisce il passaggio di proprietà dal padre al primogenito, e l'Odelsrett, che regola l'allodio).
Nelle iscrizioni runiche su oggetti, anteporre una runa oþalan ad un nome di persona significava affermare che l'oggetto apparteneva a tale persona.

## Poemi runici
La oþalan compare solamente nel poema runico anglosassone (non esistendo nell'alfabeto Fuþark recente) con il nome di Eþel.
| Poema runico: | Traduzione: |
| Antico inglese ᛟ Eþel byþ oferleof æghwylcum men, gif he mot ðær rihtes and gerysena on brucan on bolde bleadum oftast. | Una tenuta è molto cara ad ogni uomo, se sa apprezzare là nella sua casa qualunque cosa sia giusta ed appropriata in costante prosperità. |

## Usi recenti

Bandiera della 7. SS-Freiwilligen-Gebirgs-Division "Prinz Eugen".

La runa oþalan fu il simbolo dei cittadini di etnia tedesca (Volksdeutsche) della 7. SS-Freiwilligen-Gebirgs-Division "Prinz Eugen", che operò durante la seconda guerra mondiale nello Stato Indipendente di Croazia (fantoccio della Germania nazista).
La oþalan è stata usata dal gruppo neofascista italiano Avanguardia Nazionale di Stefano Delle Chiaie, dal gruppo neonazista tedesco Wiking-Jugend, dal gruppo terrorista sudafricano Boeremag, dallo Young BNP inglese e dalla Nationalist Coalition statunitense. Oþal era anche il nome di un periodico mensile nazista.
La runa oþalan è stata utilizzata, come molte altre, anche nel Neopaganesimo germanico senza implicazioni politiche. La oþalan è anche nella bandiera e nel nome dell'organizzazione teodista Œðelland.